# Callozostron mirabile
Callozostron mirabile is een zachte koraalsoort uit de familie Primnoidae. De koraalsoort komt uit het geslacht Callozostron. Callozostron mirabile werd in 1885 voor het eerst wetenschappelijk beschreven door Wright. 